# Majko Zemljo
Majko Zemljo je prvi studijski album Tihomirja Asanovića. Album je izšel leta 1974 pri založbi Jugoton.

## Seznam skladb
| A stran | A stran                                                           | A stran |
| Št.     | Naslov                                                            | Dolžina |
| ------- | ----------------------------------------------------------------- | ------- |
| 1.      | „Majko Zemljo‟ (Janez Bončina/Janez Bončina/Tihomir Pop Asanović) | 3:30    |
| 2.      | „Balada o lišću‟ (Dado Topić/Dado Topić/Tihomir Pop Asanović)     | 6:10    |
| 3.      | „Berlin I‟ (Tihomir Pop Asanović/Ilija Peovski)                   | 5:35    |
| 4.      | „Tema za Pop LP‟ (Miljenko Prohaska)                              | 3:40    |

| B stran | B stran                                                             | B stran |
| Št.     | Naslov                                                              | Dolžina |
| ------- | ------------------------------------------------------------------- | ------- |
| 1.      | „Rokenrol dizajner‟ (Tihomir Pop Asanović)                          | 2:58    |
| 2.      | „Ostavi trag‟ (Janez Bončina/Dado Topić/Ilija Peovski)              | 4:50    |
| 3.      | „Telepatija‟ (Tihomir Pop Asanović/Dado Topić/Tihomir Pop Asanović) | 3:00    |
| 4.      | „Berlin II‟ (Tihomir Pop Asanović)                                  | 4:40    |

## Zasedba
- Tihomir Pop Asanović – Hammond orgle, Moog synth, električni klavir Fender in električni klavir Hohner
- Janez Bončina – vokal, kitara (A1, B1, B3)
- Dado Topić – vokal, bas (A1, A2, B1, B4)
- Braco Doblekar – tolkala, konge (A1–B3)
- Ratko Divjak – bobni, tolkala (A1–B3)
- Mario Mavrin – bas (A1, A3–B3)
- Pero Ugrin – trobenta (A1–B1)
- Stanko Arnold – trobenta (A1, A3–B1)
- Ozren Depolo – alt in sopran saksofon (A1–B1, B3)
- Dušan Veble – tenor saksofon (A1–B1)
- Boris Šinigoj – trombon (A1, A3–B1)
- Dragi Jelić – električna kitara (A2)
- Ladislav Fidry – trobenta, krilnica (A2, A4)
- Nada Žgur – vokal (A4, B3)
- Božidar Lotrić – trombon (A4)
- Jože Balažić – trobenta (A4)
- Marjan Stropnik – trombon (A4)
- Josipa Lisac – vokal (B2)
- Doca Marolt – vokal (B3)
- Peco Petej – bobni (B4)